# Abdel Rahman Shalgham
| Ambtstermijn:   | 2000 - 2009              |
| Voorganger:     | Umar Mustafa al-Muntasir |
| Opvolger:       | Moussa Koussa            |
| Geboortedatum:  | 1949                     |
| Geboorteplaats: | Libië                    |

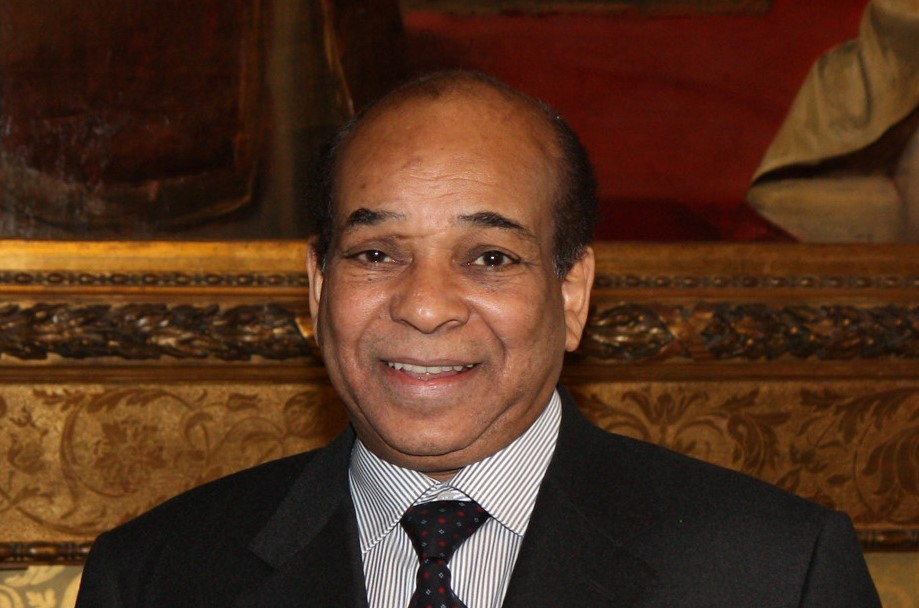

Abdel Rahman Shalgam (1949) is een Libisch politicus. Hij was vanaf 2000 minister van Buitenlandse Zaken. Op 4 maart 2009 werd Shalgam als minister vervangen door Moussa Koussa en werd hij benoemd als vertegenwoordiger van Libië bij de Veiligheidsraad van de Verenigde Naties. Op 25 februari 2011, tijdens de opstand in Libië, nam hij in een toespraak voor de Veiligheidsraad afstand van Qadhafi waarbij hij hem vergeleek met Pol Pot en met Hitler. Volgens eigen zeggen vertegenwoordigde hij sindsdien het volk en niet het regime. Op 5 maart 2011 werd hij door de Nationale Overgangsraad, die toen Libië deels in handen had, aangewezen als vertegenwoordiger op zijn bestaande post.